# Меннинг, Карл
Карл Ме́ннинг (эст. Karl Menning; 11 мая 1874, Тарту — 5 марта 1941, Тарту) — эстонский театральный режиссёр и дипломат. С 1906 по 1914 год — художественный руководитель театра «Ванемуйне». С 1921 по 1933 год — посланник Эстонской Республики в Берлине.

## Биография

### Ранние годы
Среднее образование получил в Александровской гимназии в Тарту. В 1893 году поступил в Тартуский университет, где изучал историю и языки. В 1902 году окончил богословский факультет университета. До 1904 года работал помощником преподавателя, затем решил посвятить себя искусству.

### Театральная деятельность
С 1904 по 1906 год учился театральной режиссуре у Макса Рейнхардта в Берлине. После этого вернулся обратно в Эстонию.
Когда в 1906 году для тартуского театра «Ванемуйне» построили новое здание, Меннинг стал директором и режиссёром театра. Считается одним из основоположников эстонской национальной драмотургии. В театральной режиссуре он руководствовался принципами М. Рейнхардта, А. Антуана и К. С. Станиславского. По утверждению «Театральной энциклопедии», Меннинг «исходил из требования правдивого отражения жизни, выдвинул принцип художественной цельности спектакля, требовал от актёров искренности переживаний, ансамблевости исполнения». Тесно работал с ведущими эстонскими актёрами и писателями своего времени (в частности, с Августом Китцбергом и Оскаром Лутсем). Поставил ряд спектаклей: «В вихре ветров» (1906), «Оборотень» (1911), «Бог мошны» (1912) Китцберга, «Столпы общества» (1907), «Враг народа» (1908) Ибсена, «Возчик Геншель» Гауптмана (1907), «Власть тьмы» (1908), «На дне» (1909); «Паунвере» Лутса (1912), «Неуловимое чудо» (1913), «Домовой» (1914) Вильде. Воспитал множество эстонских актёров (среди них А. Альтлейс-Хейслер, А. Маркус, А. Сунне, А. Теэтсов и другие). В 1914 году он покинул театр после сильной критики своей работы. По другой версии, его уход был обусловлен политическими мотивами. До 1918 года он работал в Таллинне музыкальным и театральным критиком в газете «Päevaleht».

### Дипломатическая деятельность
После обретения государственной независимости Эстонии, Меннинг посвятил себя дипломатии. С 1918 года выполнял дипломатические поручения в Копенгагене (1918/19) и Стокгольме (1919/20). На 1920/21 он был выдвинут на пост представителя в скандинавских государствах с служебной штаб-квартирой в Стокгольме.
В 1921 году был назначен эстонским правительством генеральным консулом в Германии, Австрии, Венгрии и Чехословакии со штаб-квартирой в Берлине. Он сменил на этом посту эстонского писателя Эдуарда Вильде. С 29 августа 1923 по 1933 год Меннинг был посланником Эстонии в Германии и, кроме того, поверенным в вышеуказанных странах, а также в Швейцарии.
С 1933 по 1937 был Меннинг был эстонским посланником в Латвии. Затем он вернулся обратно в эстонский МИД. Весной 1939 года он вышел на пенсию и умер два года спустя в Тарту.

## Личная жизнь
Карл Меннинг состоял в фактическом браке с Ирмгард фон Фоигтлендер, с которой он познакомился в классе режиссёра Макса Рейнхардта. У пары было трое сыновей.

## Память
В августе 2006 года перед театром «Ванемуйне» был открыт памятник Меннингу, изготовленный скульптором Маре Микофф.
Бюст Карла Меннинга (1970, скульптор А. Каасик)